# Владимирское (Смоленская область)
Владимирское — деревня в Холм-Жирковском районе Смоленской области России. Входит в состав Печатниковского сельского поселения. Население — 95 жителей (2007). 
Расположена в северной части области в 19 км к северо-западу от Холм-Жирковского, в 57 км севернее автодороги М1 «Беларусь», на берегу реки Лебастина. В 3 км севернее деревни расположена железнодорожная станция Владимирский Тупик на линии Дурово — Владимирский Тупик. 

## История
В годы Великой Отечественной войны деревня была оккупирована гитлеровскими войсками в октябре 1941 года, освобождена в марте 1943 года.